# Женский филармонический оркестр
Женский филармонический оркестр (англ. The Women's Philharmonic) — американский симфонический оркестр, действовавший в 1981—2004 гг. и базировавшийся в Сан-Франциско. Коллектив не только состоял из женщин-исполнителей, но и выступал под руководством женщин-дирижёров, специализируясь на произведениях женщин-композиторов (впрочем, не исключительно). К 1998 году в его репертуаре были представлены сочинения 150 женщин, в исполнении оркестра прозвучали 129 премьер, в том числе 35 произведений, заказанных оркестром. Высшие достижения оркестра были связаны с руководством Джо-Энн Фаллетта на рубеже 1980-90-х гг.: работа оркестра по открыванию новых женских имён в истории музыки и в современной музыкальной ситуации вызывала огромный энтузиазм и у её участников, и у публики, отличавшейся в массе своей от обычной слушательской аудитории.

## Музыкальные руководители
- Элизабет Сиджа Мин (1981—1985)
- Джо-Энн Фаллетта (1986—1997)
- Апо Сюй (1997—2003)